# Jiřina Vydrová
Jiřina Vydrová  (8. ledna 1910 Plzeň – 17. prosince 1993 Praha) byla česká historička umění, dlouholetá kurátorka Uměleckoprůmyslového musea v Praze.

## Životopis
Narodila se v Plzni jako nejmladší ze tří dětí herce a divadelního režiséra Václava Vydry nejstaršího a jeho první manželky Elišky, rozené Zöllnerové (1881-1940),. Matka pocházela rovněž z herecké rodiny, její babička Eliška Zöllnerová založila a vedla vlastní hereckou společnost. 
Jiřina Vydrová v letech 1932–1936 vystudovala na Filozofické fakultě Univerzity Karlovy dějiny umění (prof. Vojtěch Birnbaum, Antonín Matějček) a estetiku, v prosinci roku 1936 obhájila disertační práci na téma české barokní profánní architektury a získala doktorát filosofie. V roce 1938 se podílela na organizaci výstavy Pražské baroko a byla spoluautorkou jejího katalogu.
Patřila k první generaci tvůrčích emancipovaných žen První republiky, stala se členkou výtvarného odboru Umělecké besedy, psala o výtvarnicích a designérkách uměleckých řemesel a průmyslu své generace (Zdenka Mokrá-Burghauserová, Ludvika Smrčková, Marie Teinitzerová, Marie Sedláčková-Serbousková, Emilie Paličková, Julie Krčmářová-Křížková, aj.) a recenzovala výstavy současného umění v denním tisku. Dále psala články do časopisů Volné směry, Výtvarná práce, Umění a řemesla, aj.   
Až do odchodu do důchodu byla odbornou pracovnicí Uměleckoprůmyslového musea v Praze a jeho kurátorkou sbírky textilu. Podílela se na organizaci mnoha výstav (Italská majolika; Žena doby secese, aj.), zabývala se keramikou i textilem, později se specializovala na dějiny odívání. Připravila stálou expozici oděvů Uměleckoprůmyslového muzea v Praze. Spolupracovala s Ústavem bytové a oděvní kultury v Praze.
Její písemná pozůstalost je uložena v archivu Uměleckoprůmyslového muzea v Praze.